# SMS Hindenburg
O SMS Hindenburg foi um cruzador de batalha operado pela Marinha Imperial Alemã e a terceira e última embarcação da Classe Derfflinger, depois do SMS Derfflinger e SMS Lützow. Sua construção começou em outubro de 1913 no Estaleiro Imperial de Wilhelmshaven e foi lançado ao mar em agosto de 1915, sendo comissionado em maio de 1917. Era armado com uma bateria principal composta por oito canhões de 305 milímetros montados em quatro torres de artilharia duplas, tinha um deslocamento de mais de 31 mil toneladas e alcançava uma velocidade máxima de 27 nós.
A construção do Hindenburg foi atrapalhada pelo andamento da Primeira Guerra Mundial e assim ele só foi finalizado próximo do fim do conflito. Consequentemente, o navio nunca entrou em combate e participou de apenas algumas operações da Frota de Alto-Mar entre 1917 e 1918. A Alemanha foi derrotada em novembro de 1918 e a embarcação foi internada no mesmo mês na base britânica de Scapa Flow. Permaneceu no local até 21 de junho de 1919, quando foi deliberadamente afundado por sua tripulação. Seus destroços foram reflutuados em 1930 e desmontados.

## Características

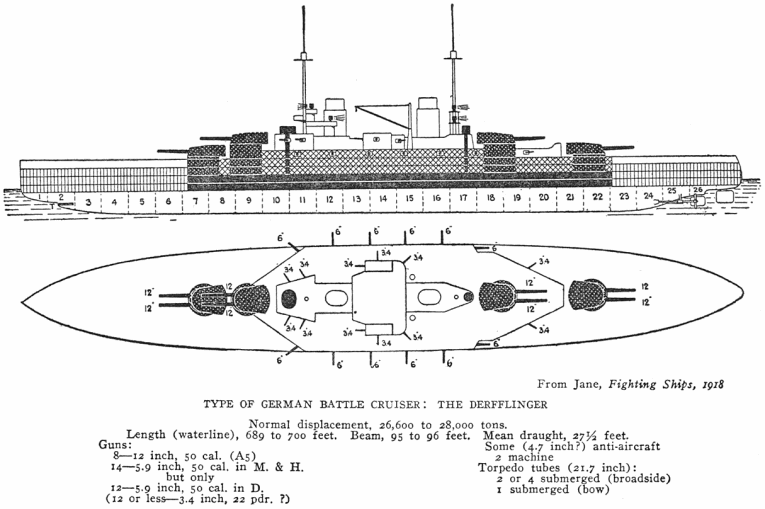
Desenho da Classe Derfflinger

A Classe Derfflinger foi autorizada pela quarta Lei Naval para o ano fiscal de 1911, com seu projeto tendo sido iniciado no começo de 1910. Os cruzadores de batalha britânicos estavam na época sendo construídos com canhões de 343 milímetros, assim oficiais graduados do comando da Marinha Imperial Alemã chegaram à conclusão que um aumento do tamanho de suas armas principais de 283 para 305 milímetros seria necessário. O número de canhões foi reduzido de dez para oito comparado ao predecessor SMS Seydlitz com o objetivo de impedir que os custos crescessem muito, porém foram instalados em um arranjo mais eficiente. O Hindenburg foi o terceiro e último membro da classe, alocado para o programa de construção de 1913.
O Hindenburg era ligeiramente maior que seus dois navios irmãos, tendo 212,8 metros de comprimento de fora a fora, boca de 29 metros e calado entre 9,2 e 9,57 metros. Seu deslocamento normal era de 26 947 toneladas, enquanto o deslocamento carregado chegava a 31,5 mil toneladas. Seu sistema de propulsão era composto catorze caldeiras duplas a carvão e oito caldeiras a óleo combustível que alimentavam quatro conjuntos de turbinas a vapor, cada uma girando uma hélice de três lâminas. A potência indicada era de 72 mil cavalos-vapor (53 mil quilowatts) para uma velocidade máxima de 27 nós (cinquenta quilômetros por hora). Sua autonomia era de 6,1 mil milhas náuticas (11,3 mil quilômetros) a uma velocidade de cruzeiro de catorze nós (26 quilômetros por hora). Sua tripulação era normalmente composta por 44 oficiais e 1 068 marinheiros, mas como capitânia este número crescia em catorze oficias e 62 marinheiros.
O armamento principal era formado por oito canhões calibre 50 de 305 milímetros montados em quatro torres de artilharia duplas, duas sobrepostas à vante e duas sobrepostas à ré. As torres de artilharia do Hindeburg eram do modelo Drh LC/1913, uma versão aprimorada da Drh LC/1912 instalada em seus irmãos, possuindo uma elevação máxima de dezesseis graus, dois graus e meio a mais que o modelo anterior. Isto permitia um alcance de dois quilômetros a mais em seus disparos. Sua bateria secundária tinha catorze canhões calibre 45 de 149 milímetros em casamatas e quatro canhões calibre 45 de 88 milímetros. Também era equipado com quatro tubos de torpedo de seiscentos milímetros. O cinturão principal de blindagem tinha trezentos milímetros de espessura na parte central da cidadela onde protegia os depósitos de munição e salas de máquinas. O convés tinha entre trinta e oitenta milímetros, com a parte mais espessa se inclinando para baixo nas laterais para se encontrar com a extremidade inferior do cinturão. As torres de artilharia tinham frentes de 270 milímetros e as casamatas tinham proteção de 150 milímetros. A torre de comando de vante tinha laterais de trezentos milímetros.

## Carreira

### Construção

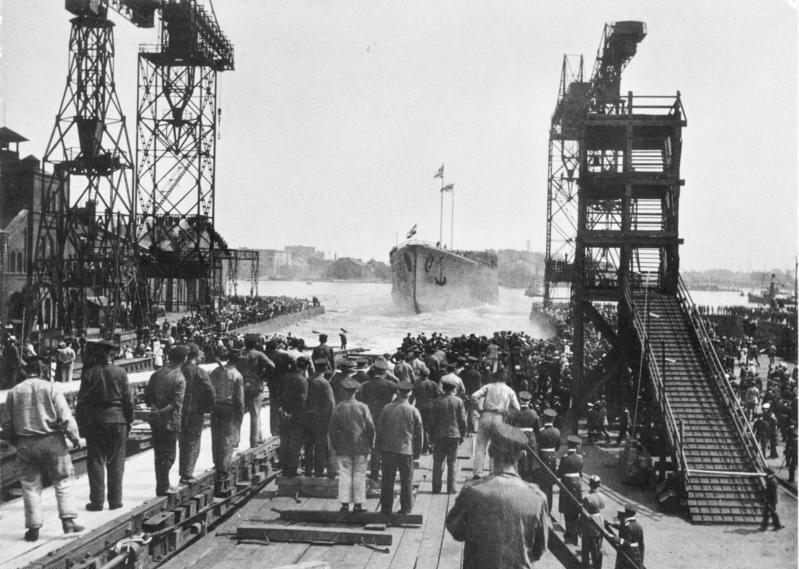
A cerimônia de lançamento do Hindenburg em 1º de agosto de 1915

O batimento de quilha do Hindenburg ocorreu em 30 de junho de 1913 no Estaleiro Imperial de Wilhelmshaven sob o nome provisório de Ersatz Hertha. A Primeira Guerra Mundial começou em julho de 1914 e sua construção foi adiada para que navios na reserva fossem mobilizados. Foi lançado ao mar em 1º de agosto de 1915 e nomeado em homenagem ao general-marechal de campo Paul von Hindenburg, mas sua finalização prosseguiu lentamente por causa da mudança de prioridades de construção. Os motivos disto incluíram escassez de materiais e trabalhadores, priorização de reparos a navios em serviço e a decisão de adotar uma guerra submarina irrestrita, o que desviou recursos para a construção de submarinos. Os trabalhos no Hindenburg prosseguiram porque a Frota de Alto-Mar estava com poucos cruzadores de batalha, especialmente depois da perda de seu irmão SMS Lützow na Batalha da Jutlândia.
O Hindeburg foi abalroado pelo couraçado SMS Helgoland em abril de 1917 enquanto este último deixava uma doca seca, mas não foi muito danificado. O cruzador de batalha foi finalmente comissionado em 10 de maio, o último navio capital a entrar em serviço na Marinha Imperial. Seu primeiro oficial comandante foi o capitão de mar Johannes von Karpf. Nesta altura já era muito tarde para a embarcação participar de qualquer operação significativa na guerra. A inteligência naval britânica acreditava na época que seu comissionamento demorou tanto porque algumas de suas partes foram removidas para reparar seu irmão SMS Derfflinger depois da Batalha da Jutlândia. O Hindeburg realizou seus testes marítimos do seu comissionamento até 20 de agosto, sendo em seguida enviado por dois meses em treinamentos para sua tripulação. O navio navegou em outubro pela Baía de Meclemburgo junto com os cruzadores de batalha Derfflinger, SMS Von der Tann e SMS Seydlitz, depois fez treinamentos de torpedo com o couraçado SMS Baden.

### Primeiras ações
O Hindenburg zarpou de Kiel para Wilhelmshaven em 25 de outubro, sendo declarado totalmente operacional no dia seguinte. Karpf foi substituído no mês seguinte pelo capitão de mar Hans Eberius. Patrulhou a Angra da Alemanha entre 4 e 9 de novembro para dar apoio a forças ligeiras protegendo os campos minados defensivos alemães. O navio, o cruzador de batalha SMS Moltke e os cruzadores rápidos do II Grupo de Reconhecimento atuaram em 17 de novembro como suporte distante para draga-minas próximos do litoral alemão quando estes foram atacados por navios britânicos, incluindo os cruzadores de batalha HMS Repulse, HMS Courageous e HMS Glorious. O ataque foi breve e os britânicos já tinham recuado e ido embora quando o Hindenburg e o Moltke chegaram. Os cruzadores de batalha zarparam novamente no dia seguinte com um grupo de barcos torpedeiros a fim de removerem boias deixadas para marcar as entradas dos campos minados. A tarefa foi finalizada durante a tarde e os navios voltaram sem incidentes.
O Hindenburg substituiu o Seydlitz como a capitânia do I Grupo de Reconhecimento no dia 23, sob o vice-almirante Franz von Hipper. Entretanto, Hipper passou pouco tempo a bordo durante esse período, atuando em vez disso a bordo do cruzador rápido SMS Niobe, pois também era responsável pela defesa da Angra da Alemanha e o Hindenburg não era necessário para patrulhas. Hipper só ia para sua capitânia designada quando todo o I Grupo de Reconhecimento ia para o mar. O navio ficou sob reparos em uma doca flutuante em Wilhelmshaven entre 11 e 13 de novembro. Foi para o mar novamente de 21 a 23 de dezembro para patrulhas junto com o Moltke e o cruzador rápido SMS Emden. Mais patrulhas ocorreram em 22 e 23 de janeiro de 1918. O capitão de mar Walter Hildebrand assumiu o comando cinco dias depois. Os meses de fevereiro e março seguiram um padrão similar, com a embarcação passando a maior parte do tempo em patrulha, com breves passagens em docas secas para manutenção e alterações.
As forças rápidas da Frota de Alto-Mar começaram a interceptar comboios britânicos para a Noruega no final de 1917. Os cruzadores rápidos SMS Brummer e SMS Bremse tinham interceptado um comboio em 17 de outubro, afundando nove dos doze cargueiros e dois dos contratorpedeiros de escolta. Quatro barcos torpedeiros alemães emboscaram outro comboio em 12 de dezembro, afundando todos os cinco cargueiros e um dos dois contratorpedeiros de escolta. O almirante David Beatty, comandante da Grande Frota, destacou dois de seus couraçados para proteger os comboios. Isto deu à Marinha Imperial uma oportunidade de atacar e afundar uma parte isolada da numericamente superior Grande Frota. Hipper planejou uma operação em que os cruzadores de batalha do I Grupo de Reconhecimento, mais cruzadores rápidos e barcos torpedeiros, iriam atacar um dos comboios grandes enquanto o resto da Frota de Alto-Mar permaneceria pronta para atacar a esquadra de couraçados britânicos.
A frota alemã partiu da rada de Schillig às 5h00min de 23 de abril de 1918 com o Hindenburg na vanguarda. Hipper ordenou que transmissões por rádio se mantivessem no mínimo a fim de impedir que a inteligência britânica os detectasse. Os cruzadores de batalha chegaram às 6h10min em uma posição sessenta quilômetros ao sudoeste de Bergen quando o Moltke perdeu uma de suas hélices. O eixo da hélice começou a girar cada vez mais rápido por não estar mais enfrentando resistência da água, fazendo com que um motor se despedaçasse. Estilhaços danificaram várias caldeiras e abriram um buraco no casco, fazendo a embarcação parar de navegar. Sua tripulação realizou reparos temporários que permitiram que voltasse a navegar a quatro nós (7,4 quilômetros por hora). Entretanto, foi decidido que o couraçado SMS Oldenburg rebocasse o Moltke. Hipper continuou para o norte e a força cruzou a rota do comboio várias vezes até às 14h00min sem encontrarem embarcação alguma. Dez minutos depois foi decidido voltar para casa, com eles chegando aos campos minados defensivos de suas bases às 18h37min. Foi descoberto depois que o comboio tinha partido um dia antes do que o esperado.

### Últimas ações
O Hindeburg retomou suas patrulhas na angra em 27 de abril. Uma operação para dar cobertura para a criação de campos minados ocorreu em 10 de maio. Mais patrulhas aconteceram de 25 a 29 de maio, com o navio fazendo parte da cobertura distante. Os cruzadores de batalha foram para Kiel em 30 de maio para exercícios de treinamento que duraram até 17 de junho. Depois disto voltou para o Mar do Norte e para as patrulhas na angra. O Hindenburg, Seydlitz e os cruzadores do II Grupo de Reconhecimento novamente deram cobertura para uma operação de draga-minas em 1 e 2 de julho. Reparos nas hélices do navio ocorreram de 8 até 18 de julho. Hipper voltou para o Hindenburg em 29 de julho para mais uma operação para abrir caminhos em campos minados britânicos para submarinos alemães. As embarcações retornaram na manhã de 1º de agosto. Zarparam na manhã seguinte para finalizar os trabalhos nos campos minados, que terminou no dia 3. Relatos de forças navais britânicas no Mar do Norte fizeram o Hindeburg partir para interceptá-los em 11 de agosto, mas nos os encontrou e voltou para Wilhelmshaven. Nesta mesma tarde Hipper foi promovido a almirante e recebeu o comando de toda a Frota de Alto-Mar. O contra-almirante Ludwig von Reuter o substituiu como comandante da I Grupo de Reconhecimento, fazendo do Hindenburg sua capitânia no dia seguinte.
O navio fez curtos exercícios de treinamento perto da Heligolândia pelo restante de agosto e em setembro, além de suas operações de patrulha de rotina. Ficou em manutenção de 29 de setembro a 3 de outubro e então voltou para o I Grupo de Reconhecimento. Esta formação, com exceção do Moltke, zarpou em 22 de outubro para mais uma cobertura de draga-minas, desta vez com a ajuda de aeronaves de reconhecimento do porta-hidroaviões SS Santa Elena. As embarcações voltaram para o porto no dia seguinte.

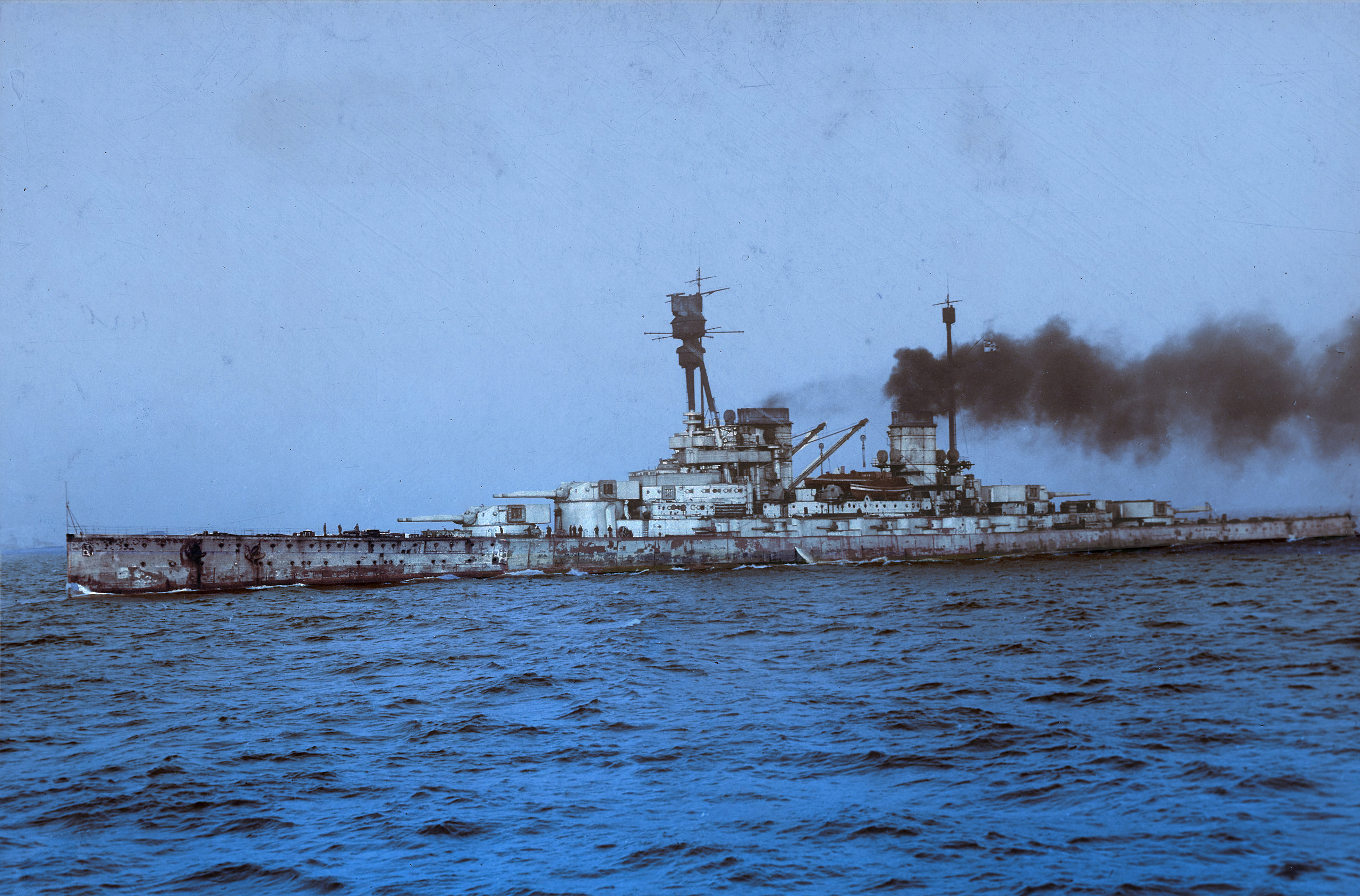
O Hindenburg navegando para Scapa Flow em 21 de novembro de 1918

O cruzador de batalha faria parte do que em essência seria uma "missão suicida" da Frota de Alto-Mar pouco antes do final da Primeira Guerra Mundial. A maior parte da frota teria partido de sua base em Wilhelmshaven com o objetivo de enfrentar a Grande Frota. A intenção do almirante Reinhard Scheer era infligir o máximo de dano possível à Marinha Real Britânica, desta forma conquistando uma melhor posição de barganha para a Alemanha, não importando o custo para a frota. O plano envolveria dois ataques simultâneos por cruzadores rápidos e barcos torpedeiros, um em Flandres e outro em navios mercantes no estuário do rio Tâmisa. O Hindenburg e os outros quatro cruzadores de batalha alemães sobreviventes dariam apoio a este segundo. A frota depois disso se concentraria próxima do litoral holandês, onde encontraria a Grande Frota para uma batalha. Entretanto, marinheiros cansados da guerra começaram a deserdar em massa enquanto a frota se reunia em Wilhelmshaven. Aproximadamente trezentos tripulantes do Derfflinger e Von der Tann pularam para fora de seus navios e desapareceram em terra enquanto passavam pelos eclusas de Wilhelmshaven.
A ordem para zarpar foi dada em 24 de outubro, porém marinheiros de vários couraçados se amotinaram a partir da noite do dia 29. Três embarcações da III Esquadra de Batalha se recusaram a partir e atos de sabotagem foram cometidos a bordo dos couraçados Helgoland e SMS Thüringen. A ordem de partir foi rescendida e a operação abandonada. As esquadras da Frota de Alto-Mar foram dispersas em uma tentativa de subjugar o motim.

### Destino
Um armistício entre a Alemanha e os Aliados foi assassinado em 18 de novembro, com um de seus termos exigindo que a maior parte da Frota de Alto-Mar fosse internada na base britânica de Scapa Flow, incluindo o Hindenburg. As embarcações a serem internadas – catorze navios capitais, sete cruzadores rápidos e mais de cinquenta barcos torpedeiros – deixaram a Alemanha em 21 de novembro. Entretanto, antes de sua partida, o almirante Adolf von Trotha deixou claro a Reuter, que tinha recebido o comando dos navios, de que ele de forma alguma deveria permitir que os Aliados tomassem as embarcações. Os alemães se encontraram com o cruzador rápido britânico HMS Cardiff, que por sua vez os levou para uma frota Aliada que os escoltou até Scapa Flow. A enorme flotilha era formada por aproximadamente 370 navios britânicos, norte-americanos e franceses.
A frota inicialmente parou no estuário do rio Forth, a partir de onde os navios foram divididos em vários grupos para irem a Scapa Flow. O Hindenburg, os outros cruzadores de batalha e vários barcos torpedeiros zarparam em 24 de novembro e chegaram no dia seguinte. Navios mercantes alemães chegaram em 3 de dezembro e lentamente começaram a reduzir as tripulações das embarcações internadas para apenas os números necessários para mantê-las. Mias de quinze mil homens foram repatriados pela semana e meia seguinte, deixando menos de cinco mil marinheiros e oficiais. O Hindenburg, durante esse período, ficou sob o comando do capitão de corveta Erich Heyden.

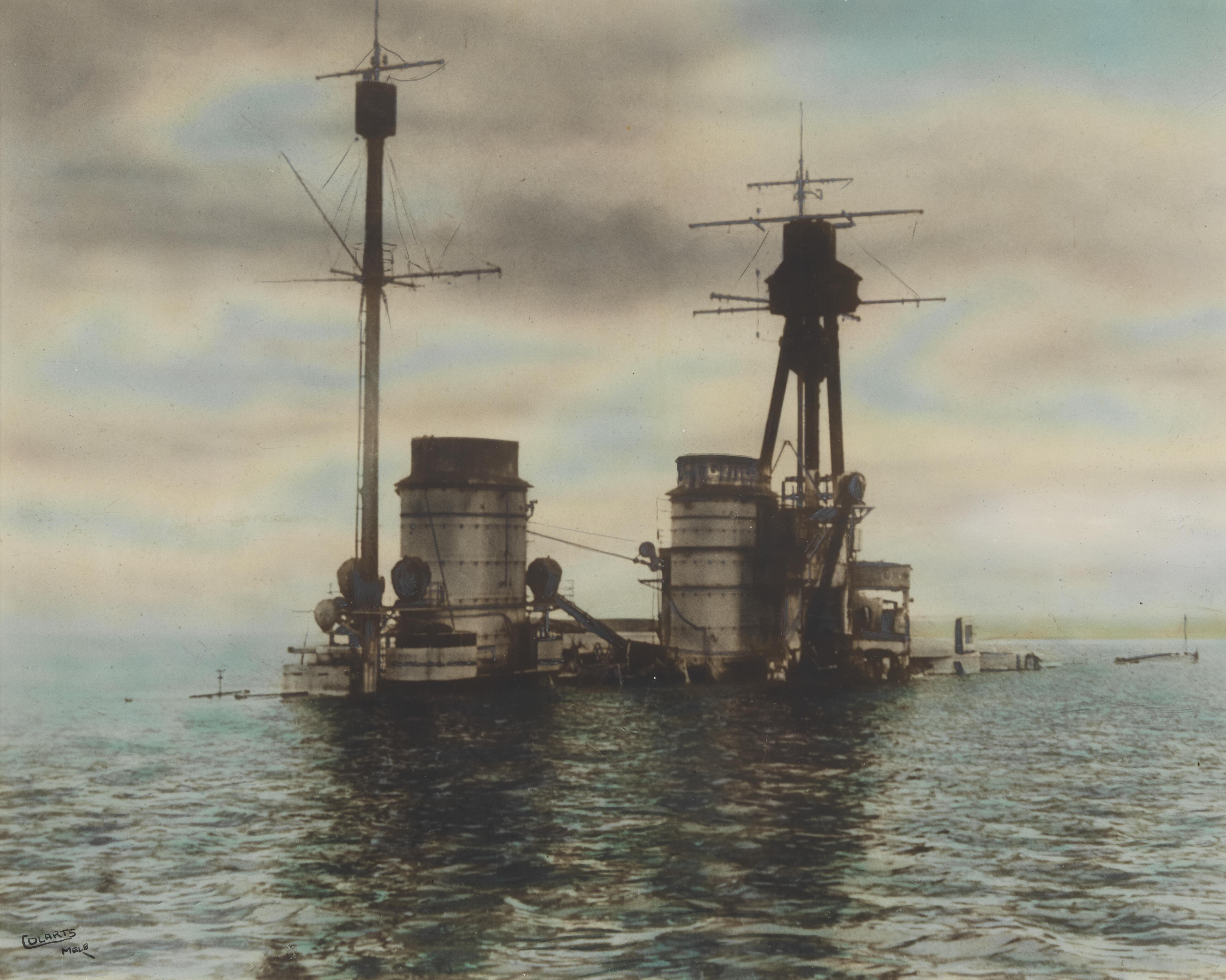
O Hindenburg naufragado em 1919

A frota permaneceu em cativeiro durante as negociações do Tratado de Versalhes. Uma cópia do The Times informou Reuter que os termos do armistício iriam expirar ao meio-dia de 21 de junho de 1919, o prazo máximo para a Alemanha assinar o tratado de paz. Reuter concluiu que os britânicos tentariam tomar seus navios depois disso. Ele decidiu afundar as embarcações na primeira oportunidade a fim de impedir suas tomadas. A frota britânica deixou Scapa Flow na manhã de 21 de junho para realizar manobras de treinamento, com Reuter transmitindo as ordens para seus navios às 11h20min. O Hindenburg foi o último a naufragar às 17h00min. Seu oficial comandante tinha deliberadamente arranjado para que ele afundasse de forma nivelada para facilitar o escape de sua tripulação.
Os britânicos inicialmente queriam deixar os destroços naufragados onde tinham afundado, mas rapidamente determinaram que seriam perigos para navegação. O governo começou a vender os direitos de salvamento em 1920 e em janeiro de 1924 a empresa Cox & Danks Shipbreaking comprou os direitos do Hindenburg e de vários outros navios. O cruzador de batalha foi reflutuado em 23 de julho de 1930 depois de várias tentativas frustradas, sendo vendido no mesmo ano para a Metal Industries. Foi rebocado para Rosyth, onde chegou em 27 de agosto. Foi desmontado entre 1930 e 1932. Seu sino foi preservado pelos britânicos; segundo os historiadores Hans Hildebrand, Albert Röhr e Hans-Otto Steinmetz, ele foi devolvido para a Alemanha pelo cruzador rápido HMS Neptune em 17 de agosto de 1936 e posteriormente colocado a bordo do cruzador pesado Deutschland, porém o historiador Erich Gröner disse que o sino foi presenteado para a Marinha Alemã apenas em 28 de maio de 1959.